# Koivuluodot (ö i Norra Savolax, Kuopio, lat 62,78, long 27,80)
Koivuluodot är en ö i Finland. Den ligger i sjön Kallavesi och i kommunen Kuopio i den ekonomiska regionen  Kuopio ekonomiska region  och landskapet Norra Savolax, i den centrala delen av landet, 300 km nordost om huvudstaden Helsingfors. Öns area är 0,5 hektar och dess största längd är 110 meter i nord-sydlig riktning.  Notera att namnet antyder att det är fråga om flera öar.